# Ил Пјано (Фиренца)
Ил Пјано је насеље у Италији у округу Фиренца, региону Тоскана.
Према процени из 2011. у насељу је живело 12 становника. Насеље се налази на надморској висини од 601 м.